# Ширяева, Людмила Валентиновна
Людми́ла Валенти́новна Ширя́ева (род. 11 января 1981, Ленинград, СССР) — российская актриса и телеведущая.
Работать на ленинградском телевидении Ширяева начала ещё в школьные годы, вела детские и подростковые программы. В 1998 году стала ведущей популярной программы «Сегоднячко-Питер». В 2003 году окончила факультет социологии Санкт-Петербургского государственного университета. В начале 2000-х годов стала сниматься в телесериалах. В 2005—2007 годах училась на актёрском курсе режиссёрского факультета Санкт-Петербургской государственной академии театрального искусства (курс Г. Козлова). Дебют Ширяевой в большом кино состоялся в украинском фильме британского режиссёра Роберта Кромби «Сафо», где она исполнила одну из главных ролей.
8 июля 2011 года рядом СМИ была распространена информация, что Людмила Ширяева погибла от удара молнии в центре Санкт-Петербурга. Позднее выяснилось, что произошла ошибка.

## Фильмография
- 2002 — Время любить
- 2004 — На вираже
- 2004 — Улицы разбитых фонарей. Менты-6
- 2006 — Ментовские войны 3
- 2007 — По этапу
- 2007 — Час Волкова
- 2007 — Морские дьяволы 2
- 2007 — Гончие
- 2008 — Жаркий лёд
- 2008 — Гончие 2
- 2008 — Час Волкова 2
- 2008 — Трасса М8
- 2008 — Не думай про белых обезьян
- 2008 — Сафо
- 2009 — Откричат журавли
- 2010 — Nature
- 2010 — Башня
- 2011 — Возмездие
- 2011 — Москва. Три вокзала
- 2011 — Как пройти в библиотеку
- 2011 — След (серия «Бальзамировщик»)
- 2011 — Детективы (серия «Богиня возмездия»)

## Телепрограммы
Ведущая телеканалов 100ТВ (программа «Субботнее утро на „100 ТВ“»), Russian Travel Guide, Санкт-Петербург (программы «Самостоятельная работа», «Научная среда» и «Профессия. SPb») и Усадьба (программа «Нет проблем»). На телевидении Санкт-Петербурга вела программы «Полосатый хит», «Весь этот цирк», «Сегоднячко-Питер», «Завтречко», «Новое утро», «7 вечеров», «Сейчас», «Телекурьер», «Не вовремя». На телевидении Москвы вела программы «Экстра» и «Новое времечко».
Работает на телеканале «Санкт-Петербург», ведущая ежедневных программ «Беседка» и «Полезная консультация».